# Hippodamia sinuata
Hippodamia sinuata är en skalbaggsart som beskrevs av Étienne Mulsant 1850. Hippodamia sinuata ingår i släktet Hippodamia och familjen nyckelpigor.

## Underarter
Arten delas in i följande underarter:
- H. s. sinuata
- H. s. crotchi
- H. s. spuria